# Waldstätten (Adelsgeschlecht)

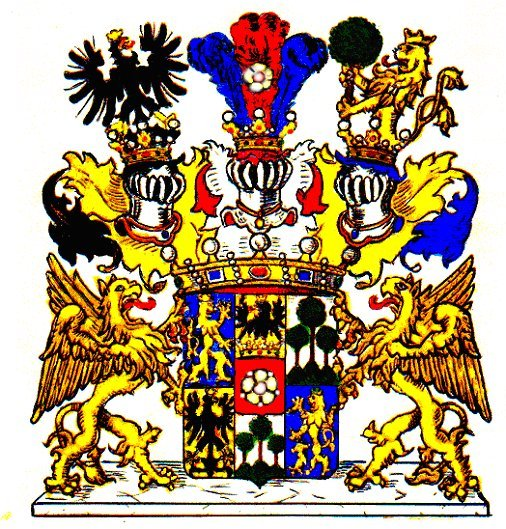
Wappen der Freiherren von Waldstätten 1754

Die Freiherren von Waldstätten, ursprünglich Hajek, dann Hayek von Waldstätten, waren ein aus Mähren stammendes österreichisches Adelsgeschlecht. Aus der Familie kamen mehrere bedeutende Vertreter, die unter anderem im kaiserlich-königlichen Heer tätig waren.

## Frühe Familiengeschichte
Laut dem Genealogen Josef Pilnacek siedelte Johann Hayek 1397 in der Prager Altstadt, übte ein Gewerbe aus und erwarb ein Haus. Seine als wehrhafte Bürger bezeichneten Nachfahren verblieben dort, bis der Sohn des Valentin, Mathias Hagecius, nach Ungarisch Brod (Uherský Brod) zog. Die Familie Hajek wurde in jener Stadt heimisch. So vermählte sich dort seine Tochter Dorothea 1637. Daniel Hayek, war erst Schullehrer, dann Rektor, 1639 Ratsherr, 1640–1643 Primator und 1644 Richter. Der Sohn des vor 1658 verstorbenen Wenzel Hayek, Enkel des Mathias, Thomas (* 1627 in Ungarisch Brod; † 8. November 1704 ebenda), Besitzers des Hauses Nr. 202 hinter der Pfarrkirche, war seit 1683 Ratsmann und 1692–1696 Richter. Aus seiner Ehe mit Katharina Ostrovsky stammten mehrere Kinder.
Paul (* vor 1660 in Ungarisch Brod; † 24. Dezember 1732 ebenda), ein Sohn von Thomas, erwarb sich große Verdienste bei der mehrmaligen Verteidigung seiner Vaterstadt, u. a. 1704. Durch die Eheschließung (1685) mit Anna Hrabovski erwarb er ansehnlichen Grundbesitz und das Haus Nr. 120. Er war Bevollmächtigter des Grafen Dominik von Kaunitz, dann Primator (1699–1705).
Die Bürger setzten ihm aus Dankbarkeit einen Grabstein in der Kirche, die im Stadtmuseum zu sehen war.

## Historische Persönlichkeiten
| Name                                  | */†                                                  | Beschreibung | Bild |
| ------------------------------------- | ---------------------------------------------------- | --- | ---- |
| Johann Siegmund Hayek von Waldstätten | (1661–1737)                                          | Er war Privatsekretär im Dienste des Grafen Dominik Andreas I. von Kaunitz, Reichshofrats-Sekretär und geheimer Referendar. Beim Abschluss des Rijswijker Friedens (1697) erwarb er sich besondere Verdienste und wurde 1701 in den Reichsritterstand erhoben. |      |
| Dominik Josef Hayek von Waldstätten   | (1698–1772)                                          | Er studierte die Rechte und Universalgeschichte, war Hofrat, Reichshofsfiskal und schließlich kaiserlicher Reichshofrat. Ihm sowie seinem Bruder Heinrich wurde 1744 der neue böhmische Ritterstand und das Inkolat mit dem unveränderten Wappen von 1701 und – nur ihm – vermöge Diploms von 1754, der alte Reichsfreiherrenstand verliehen. Das alte Wappen wurde gebessert. Er war Begründer der ersten, älteren Linie.                                                                                             |      |
| Ignaz Hayek von Waldstätten           | * 3. Okt. 1704 in Wien † 24. Jän. 1751 ebenda        | Ignaz Michael Josef Philipp Freiherr Hayek von Waldstätten war kaiserlicher Reichshofratssekretär, Sohn des Johann Siegmund Hayek, Begründer der zweiten, jüngeren Linie. Aus seiner zweiten Ehe 1744 mit Maria Josefa (1718–1747), Tochter des Peter Ritter von Garnier auf Lublinitz und Russinowitz, stammt Johann Baptist Peter Franz Ignaz Josef ab. Die folgenden Personen entstammen dieser Linie. |      |
| Johann Baptist Hayek von Waldstätten  | * 14. Aug. 1745 in Hernals † 1. Aug. 1785 in Hacking | Johann Baptist Peter Franz Ignaz Josef Freiherr Hayek von Waldstätten, der Sohn des obigen, war k. k. niederösterreichischer Landrat. Er vermählte sich am 27. Oktober 1770 in St. Stephan mit Maria Anna Johanna Sabina (* 26. Oktober 1752 in Wien; † 27. April 1805, ebenda, beigesetzt in Ober Sankt Veit), Tochter des Johann Raimund Albrecht von Albrechtsburg und der Maria Anna Klara von Horneck (Hörnigk). Das Paar hatte neun Kinder. Johann Baptist wurde ebenfalls in Ober Sankt Veit zur Ruhe gebettet. |      |
| Johann Baptist Ignaz von Waldstätten  | (1772–1841)                                          | Er wurde 1808 niederösterreichischer Landstand, war Kreishauptmann im Viertel unter dem Wiener Wald (Wien), sodann Hofrat und Polizeioberdirektor in Wien, schließlich ab 1832 bis zu seinem Tod wirklicher Hofrat bei der niederösterreichischen Landesregierung. Er erhielt 1834 die Prävalierung des bereits zuvor geführten österreichischen Freiherrnstandes. |      |
| Franz Georg Dominik von Waldstätten   | (1775–1843)                                          | Er war 1813 Teilnehmer an der Völkerschlacht bei Leipzig. 1821 zum Oberst und Kommandanten des Infanterieregiments Nr. 3 ernannt, rückte er 1830 zum Generalmajor auf, wurde 1837 zweiter Inhaber des Tiroler Jäger-Regiments Kaiser Ferdinand I., 1838 zum Feldmarschallleutnant befördert, diente er als Kordonoberkommandant in Karlstadt (Karlovac) und Divisionär ebendort. |      |
| Georg von Waldstätten                 | (1815–1881)                                          | Der Sohn des Johann Baptist Ignaz, war ein österreichischer Offizier, der 1848/49 an den Kriegen in Ungarn sowie als Kommandant des Regiments Nr. 26, Großfürst Michael von Russland, 1859 gegen Italien und 1866 als Oberstbrigadier gegen Preußen teilnahm. Im gleichen Jahr wurde er zum Generalmajor befördert. |      |
| Johann Baptist von Waldstätten        | (1833–1914)                                          | Der Sohn des Franz Georg Dominik war Inhaber des Infanterieregimentes Nr. 81 (1887), k.u.k. Wirklicher Geheimer Rat (1888), Feldzeugmeister (1889 – die Chargenbezeichnung wurde 1908 in General der Infanterie geändert) und Generaltruppeninspektor (1898). Da die Ehe kinderlos blieb, adoptierte er zwei Neffen seiner Gemahlin, denen in der Folge sein Freiherrenstand übertragen wurde (Freiherren von Waldstätten-Zipperer).                                                                                   |      |
| Georg von Waldstätten                 | (1837–1918)                                          | Der Sohn des Franz Georg Dominik war im aktiven Dienst zuletzt Feldmarschalleutnant (1887) und Festungskommandant von Krakau (1891). Er war auch Inhaber des Infanterieregimentes Nr. 97 (1892) sowie k.u.k. Wirklicher Geheimer Rat (1894) und wurde 1896 mit dem Charakter eines Feldzeugmeisters pensioniert (1908 geändert in General der Infanterie). |      |
| Alfred von Waldstätten                | (1872–1952)                                          | Er war 1914 Chef der Operationsabteilung der 1. Armee, 1915 des Landesverteidigungskommandos Tirol, und 1916 Generalstabschef des XX. Korps unter Erzherzog Karl. 1917 wurde er Chef der Operationsabteilung des Armeeoberkommandos und zum k. u. k. Generalmajor befördert. Er erhielt 1937 den Titel eines (österreichischen) Feldmarschallleutnants, 1939 den Charakter eines deutschen Generals der Infanterie. |      |
| Egon von Waldstätten                  | (1875–1951)                                          | Er war ein österreichischer Offizier und Militärschriftsteller, bekleidete als Oberst nach einer schweren Kriegsverletzung die Funktion als Abteilungsleiter des Kriegsarchivs, sodann des Chefs der Feindespropaganda-Abwehrstelle des Armeeoberkommandos. Nach dem Krieg wurde er 1924 zum Hofrat ernannt, 1937 österreichischer Staatsrat, 1939 deutscher Generalmajor. Die Schauspielerin Nora Waldstätten ist seine Urenkelin.                                                                                    |      |

### Weitere Persönlichkeiten
- Nora Waldstätten (* 1981), österreichische Schauspielerin, Urenkelin von Egon Freiherr von Waldstätten

## Wappen
1701 und 1837: Geteilt und zweimal durchaus gespalten. 1 und 6 in Blau einwärts ein goldener gekrönter doppelschwänziger Löwe, 2 und 4 in Gold ein schwarzer gekrönter Adler, 3 und 5 in Weiß auf grünem Hügel drei Eichenbäume nebeneinander. Im gekrönten, roten Herzschild eine weiße Rose. Zwei gekrönte Turnierhelme mit links rot-weißen, rechts gold-schwarzen Decken. Auf I wachsend ein goldener gekrönter Löwe einen Eichenbaum haltend, auf II ein schwarzer Adler.
1754 und 1834: Das alte Wappen wurde gebessert durch die Freiherrnkrone und einen dritten gekrönten Turnierhelm, der in die Mitte gestellt, mit rot-weißen Decken drei Straußenfedern trägt, eine rot, mit einer weißen Rose belegte, zwischen zwei blauen. Die Decken des rechten Helmes in schwarz-gold, jene des linken blau-gold. Schildhalter: zwei goldene Greife.
1904: Das Wappen der Freiherren von Waldstätten-Zipperer ist geviert. Feld 1 zeigt in Blau einwärtsgekehrt einen gekrönten zweischwänzigen goldenen Löwen, 2 in Gold einwärtssehend ein gekrönter gold-bewehrter, rot-bezungter schwarzer Adler, 3 in Silber auf grünem Dreiberg ein natürlicher Baum, 4 in Rot ein silberner Stern. Drei Helme, auf dem rechten mit schwarz-goldenen Decken der Adler, auf dem mittleren mit rot-silbernen Decken drei (blau-rot-blau) Straußenfedern, auf dem linken mit blau-goldenen Decken der Löwe wachsend.

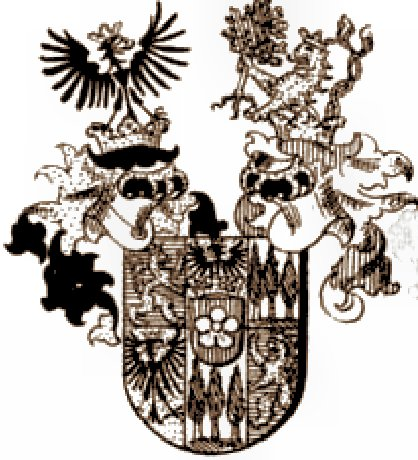
Wappen der Ritter Hayek von Waldstätten 1701
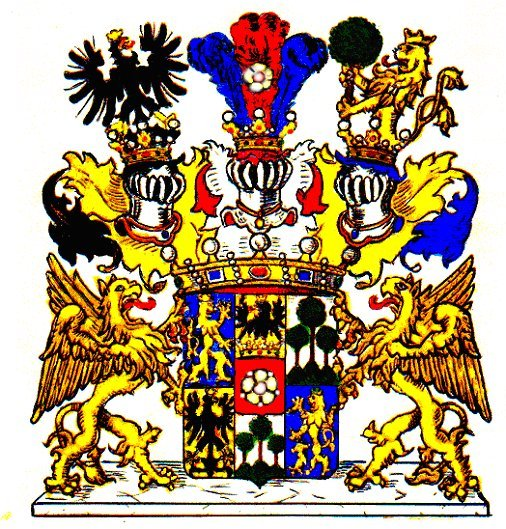
Wappen der Freiherren von Waldstätten 1754
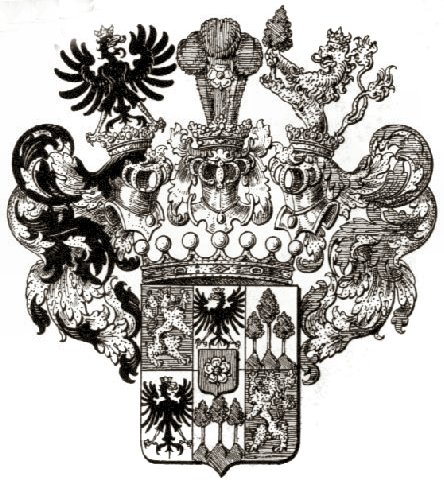
Wappen der Freiherren von Waldstätten 1834
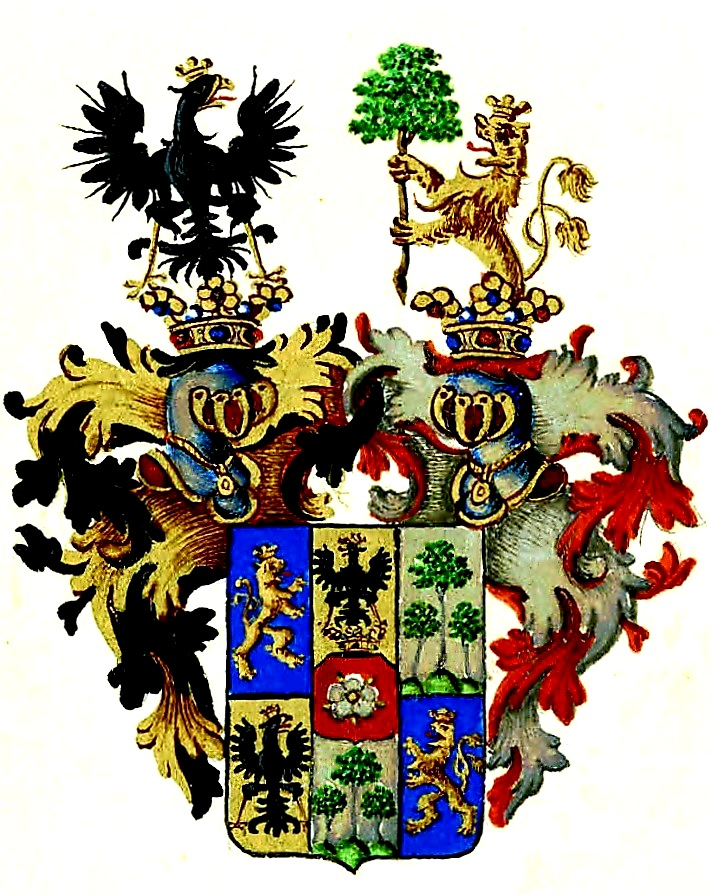
Wappen der Ritter Hayek von Waldstätten 1837
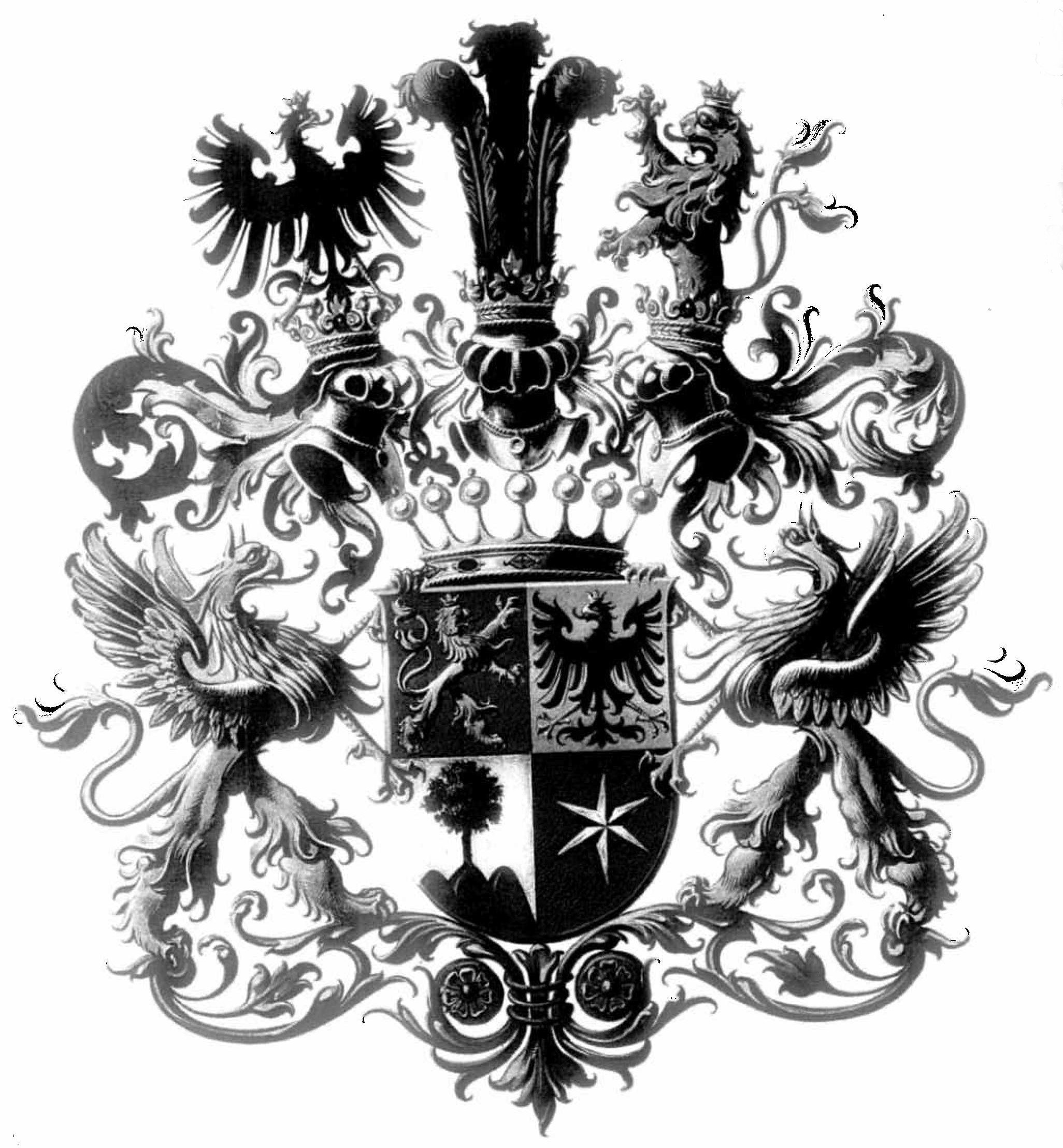
Wappen der Freiherren von Waldstätten-Zipperer 1904

Die Nachfahren leben heute in Deutschland, Frankreich, Österreich und den USA.